# マリオン郡 (サウスカロライナ州)
マリオン郡 (英: Marion County) は、アメリカ合衆国サウスカロライナ州に位置する郡である。2000年現在、人口は35,466人である。この郡庁所在地はマリオンである。ここはアメリカ独立戦争でサウスカロライナ州出身准将フランシス・マリオンの名を取って命名された。

## 地理
アメリカ合衆国統計局によると、この郡は総面積1,280 km2 (494 mi2) である。このうち1,267 km2 (489 mi2) が陸地で13 km2 (5 mi2) が水地域である。総面積の1.02%が水地域となっている。

### 隣接する郡
- ディロン郡 (北)
- オリー郡 (東)
- ジョージタウン郡 (南)
- ウィリアムズバーグ郡 (南西)
- フローレンス郡 (西)

## 人口動勢

2000年国勢調査に基づくマリオン郡の人口ピラミッド

2000年現在の国勢調査で、この郡は人口35,466人、13,301世帯、及び9,510家族が暮らしている。人口密度は28/km2 (72/mi2) である。12/km2 (31/mi2) の平均的な密度に15,143軒の住宅が建っている。この郡の人種的な構成は白人41.69%、アフリカン・アメリカン56.35%、先住民0.25%、アジア0.28%、太平洋諸島系0.01%、その他の人種0.90%、及び混血0.52%である。ここの人口の1.79%はヒスパニックまたはラテン系である。
この郡内の住民は27.60%が18歳未満の未成年、18歳以上24歳以下が9.70%、25歳以上44歳以下が26.80%、45歳以上64歳以下が23.80%、及び65歳以上が12.10%にわたっている。中央値年齢は35歳である。女性100人ごとに対して男性は85.90人である。18歳以上の女性100人ごとに対して男性は80.40人である。
この郡内の世帯ごとの平均的な収入は26,526米ドルであり、家族ごとの平均的な収入は32,932米ドルである。男性は26,133米ドルに対して女性は18,392米ドルの平均的な収入がある。この郡の一人当たりの収入 (per capita income) は13,878米ドルである。人口の23.20%及び家族の18.90%は貧困線以下である。全人口のうち18歳未満の33.30%及び65歳以上の23.50%は貧困線以下の生活を送っている。

## 都市及び町
- マリオン (Marion)
- Mullins
- Nichols
- セラーズ (Sellers)